# Maria (esposa de Lleó III)
Maria, en grec antic Μαρία, (morta després del 718) va ser una emperadriu romana d'Orient esposa de l'emperador romà d'Orient Lleó III Isàuric.
A partir de l'any 711 la inestabilitat política va ser constant a l'Imperi Romà d'Orient. L'emperador Justinià II va ser enderrocat i executat aquell any. Van ser breument caps de l'imperi, primer Filípic (711-713), després Anastasi II (713-715) i Teodosi III (715-717), tots tres recolzats per diferents faccions de l'Exèrcit romà d'Orient. Una revolta encapçalada per Lleó, l'estrateg d'Anatòlia, amb el suport d'Artabasd, l'estrateg d'Armènia, va enderrocar a Teodosi el 25 de març del 717, i Lleó va ser proclamat emperador.
Maria va tenir un fill amb Lleó III, Constantí V el juliol de 718 durant el segon setge àrab de Constantinoble uns 15 mesos després de la pujada al poder de Lleó. La parella anteriorment havia tingut una filla, Anna, que es va casar amb l'armeni Artabasd, que més endavant, es va rebel·lar contra Constantí quan aquest va pujar al tron. Teòfanes el Confessor diu que Anna i Artabasd es van casar l'any 715, després de la pujada al tron de Teodosi III.
El 25 de desembre del 718 Maria va prendre el títol d'Augusta. El seu fill va ser batejat pel patriarca Germà I de Constantinoble a l'església de Santa Sofia, i va ser proclamat coemperador l'any 720. Teòfanes el Confessor, que va reprovar durament la política iconoclasta de Constantí V, diu que en el moment del bateig ja es va veure que aquest noi seria malvat, perquè va defecar a l'interior de la pila baptismal quan li feien la immersió. Aquesta anècdota és sens dubte apòcrifa.
Lleó III va morir l'any 741, i Maria l'hauria sobreviscut alguns anys, però no se'n sap res del cert.